# (8271) Imai
(8271) Imai est un astéroïde de la ceinture principale.

## Description
(8271) Imai est un astéroïde de la ceinture principale. Il fut découvert le 2 juillet 1989 à l'observatoire Palomar par Eleanor Francis Helin. Il présente une orbite caractérisée par un demi-grand axe de 2,41 UA, une excentricité de 0,21 et une inclinaison de 10,4° par rapport à l'écliptique.

## Compléments